# Abu al-Hudhayl
Abû al-Hudhayl Muhammad ibn al-Hudhayl al-'Abdî, ou Abu al-Hudhayl al-‘Allâf (probablement né en 752 à Bassorah, et mort en 841 à Samara), était un théologien mu'tazilite des VIIIe et IXe siècles.

## Biographie
Abû al-Hudhayl est né selon ses propres dires à Bassorah en 135 de l'Hégire, soit vers 752 de l'ère chrétienne.
Abu al-Hudhayl était probablement l'élève d'Uthmân al-Tawîl, un élève de Wasil Ibn 'Ata. Il aurait aussi été l'élève d'Abî 'Uthmân al Za'frâni et Bishr ibn Sa'îq, d'autres élèves de Wasil. Toutefois, il est à peu près certain qu'Abu al-Hudhayl n'ait jamais rencontré Wasil ou 'Amr ibn 'Ubaid, les fondateurs du mu'tazilisme.
Il est surnommé al-‘Allâf (= marchand de foin) car sa maison était près d'un champ de fourrage.
Il est probablement d'origine perse et ses travaux donnent à penser qu'il était influencé par la littérature perse.

## Pensée
La pensée d'Abû al-Hudhayl est surtout connue sur deux aspects : sur l'aspect théologique et sur l'aspect de sa cosmologie.

### Théologie
Le problème principal d'Abu al-Hudhayl, comme celui de ses prédécesseurs mu'taziles, est celui de la parfaite unité divine. Pour maintenir cette position, il fait attention de ne pas introduire la pluralité ou la division dans son être.

#### Dieu
Abu al-Hudhayl est à l'origine d'une preuve de l'existence de Dieu par l'adventicité du monde qui sera reprise par les théologiens acharites. Le monde est adventice, raisonne-t-il, c'est-à-dire créé ou contingent, donc il faut lui supposer un créateur. Plus précisément, les atomes dont l'univers est formé se caractérisent par des accidents qui sont adventices, comme le mouvement. Or ce qui possède des caractères adventices est soi-même adventice, et implique l'existence d'une cause créatrice.
Dieu n'est pas différent de ses attributs, c'est-à-dire que ses attributs sont Lui-même ; ils sont identiques. Ainsi Dieu connaît les choses par une science qui est son essence, ou crée les objets par une puissance qui est identique à son essence. De fait, les attributs portent tous la même signification ontologique.
Il n'y a aucune différence, selon Abu al-Hudhayl, entre les attributs d'action, comme la volonté ou la création, et les attributs d'essence, comme la vie.
Dieu pourtant, n'a pas des attributs qui se portent sur lui-même, mais que sur le monde. Dieu en effet, sinon, serait une partie du monde, et serait alors soumis aux choses adventices ou contingentes ; il est en dehors de la totalité du monde. Dès lors, Dieu ne peut se vouloir, ou se connaître lui-même. Dieu aussi, peut vouloir quelque chose dans le monde sans que l'espace ou les lieux ne correspondent à cette même chose ; la volonté ne porte pas forcément sur des choses spatiales.

##### Parole et Volonté
Comme la majorité des mu'taziles à sa suite, Abu al-Hudhayl affirme que la parole de Dieu, en tant qu'elle est une révélation, est un accident, puisqu'elle dépend d'une autre chose - soit le temps ou l'espace. La Parole de Dieu créatrice, celle qui dit Soit !, est intemporelle quant à elle. Pour l'affirmer, Abu al-Hudhayl fait une distinction entre la parole qui a besoin d'un lieu et celle qui n'en a pas besoin. La première parole rentre dans la première catégorie, et la seconde dans la seconde catégorie.
La parole de Dieu, en tant qu'elle est révélation, est une création, car un accident ; elle existe en plusieurs endroits en même temps : dans la mémoire de ceux qui ont retenu le Coran, quand elle est psalmodiée, et quand elle est écrite : « Abu al-Hudhayl enseigne que Dieu a créé le Coran : de la Table Conservée. Le Coran est un accident. Il existe en trois endroits : un endroit où il est conservé (ou mémorisé), un endroit où il est écrit, et un endroit où il est lu et entendu. La parole de Dieu peut exister en plusieurs endroits comme nous l'avons expliqué, sans que le Coran soit transféré, ou mû, ou anéanti en vérité, mais il existe en un endroit ou bien comme écrit, ou lu, ou conservé. S'il est effacé d'un endroit, il n'y sera plus sans qu'il soit pour autant transféré d'un autre lieu ; de même, s'il est mémorisé ou lu. Si Dieu détruit tous les lieux où il fut mémorisé ou lu, ou entendu, il sera détruit. La parole de l'homme peut aussi exister en plusieurs endroits en tant que mémorisé et imitée". » Al-Jubbâ'i soutenait la même thèse sur le Coran.
La volonté divine est aussi une création ; elle a pour rôle de faire descendre les accidents dans les substances - c'est-à-dire les corps.

##### Omnipotence
Dans la théologie d'Abu al-Hudhayl, Dieu peut faire ce qu'il veut, car omnipotent, mais il ne fait que ce qui est bon et juste, car infiniment sage. Toutefois, le pouvoir de Dieu est limité dans sa potentialité dans ce qu'il accorde ; le monde étant fini, les potentialités qui sont en celui-ci le sont aussi, et alors, ce que Dieu fait dans celui-ci a aussi une fin et une limite. De fait, Abu al-Hudhayl prône l'épuisement des possibilités du pouvoir divin.
Dieu, par exemple, dans sa toute puissance, accorde la puissance sur certaines choses à l'homme, lui conférant la liberté : « On ne peut attribuer au Créateur le pouvoir sur une chose sur laquelle Il a donné le pouvoir a ses serviteurs. Il est en effet absurde que deux agents exercent le pouvoir sur une même chose,". » Cette même liberté, se réalise aussi dans le fait d'arrêter son propre acte, de le suspendre. En effet, Abu al-Hudhayl distingue le projet d'accomplir et l'acte lui-même.
Toutefois Dieu, dans sa toute puissance, peut faire quelque chose de contradictoire dans la nature, comme créer un homme à la fois aveugle et voyant.

#### Au-delà
Selon Abu al-Hudhayl, les gens dans l'au-delà ne peuvent qu'obéir à Dieu, car s'ils étaient libres, alors il devrait y avoir une autre vie pour les juger, et ainsi de suite. De fait, les hommes dans l'au-delà sont déterminés à agir comme Dieu le veut.
Toutefois, Abû al-Hudhayl pense que l'enfer et le paradis ont une fin, car le mouvement (au sens physique) a une fin certaine, aboutissant au repos.
Cette fin de l'au-delà est à comprendre comme repos total et éternel : les gens du paradis sont alors en béatitude, et les gens de l'enfer en douleurs infinies. Cette opinion est à rapprocher avec celle de Jahm, qui professait la fin du paradis et de l'enfer.

#### Dogmatique
Abu al-Hudhayl aurait été le premier à formuler clairement les cinq principes du mu'tazilisme,, dans son livre al-Hujjah.

### Cosmologie

#### Anthropologie
Selon Abu al-Hudhayl, l'homme est à définir comme "ce corps qui mange et qui boit". Il semble, en effet, que le corps de l'homme, dans la pensée d'Abu al-Hudhayl n'a pas d'unité propre ou existentielle. Comme le note R. M. Frank, il est « un agrégat matériel creux, sans unité existentielle intérieure »,.
L'unité, dès lors, ne peut se penser que dans l'action même de l'homme. L'accident d'action, propre à l'homme, est la chose permanente, qui unifie l'homme. Ce pouvoir d'action se réalise dans le choix entre deux possibilités ; l'homme est alors agent libre.

#### Physique
Le mouvement chez Abu al-Hudhayl a un commencement et une fin, depuis lesquels il n'y a pas d'autres mouvements ; cette théorie du mouvement répond à l'assertion des manichéens selon laquelle il pourrait y avoir un mouvement causé par un autre indéfiniment, sans qu'il n'y ait d'origine ultime à ceux-ci, car il peut être conçu un mouvement en entraînant un autre infiniment. Avec cette théorie physique, Abu al-Hudhayl en tire l'épuisement des possibilités divines et la fin du mouvement dans l'au-delà.
Al-Hudhayl était aussi atomiste. C'est lui qui introduit l'atomisme, inspiré du Grec Démocrite, dans la théologie. Mais cette théorie n'est pas au service d'une vision matérialiste d'un univers régi par le hasard et la nécessité. Au contraire, c'est la volonté divine qui introduit de la liaison dans ce monde qui, sans elle, serait discontinu. Les atomes sont les substances, qui reçoivent les accidents de la volonté divine ; le monde temporel et spirituel sont alors liés. Tout est, dans le monde, composé d'un ou plusieurs atomes, même le temps. Le problème de la discontinuité d'une durée composée d'une succession d'instants est réglé par la toute-puissance divine : c'est Dieu qui assure la continuité temporelle. Cette conception sera reprise par les théologiens asharites,.

## Controverses
Abu al-Hudhayl était connu de son temps pour ses controverses. Celles-ci, menées tout autant avec des musulmans qu'avec des non-musulmans, ont commencé dès le début de sa vie. En effet, il aurait dit de lui-même, selon al-Khatîb, qu'il aurait commencé l'exercice de polémique pendant son adolescence : 

« J'ai commencé la théologie quand j'avais moins de quinze ans — c'était l'année où fut tué Ibrâhîm b. Abdullâh ibn al-Hasan, à Bâkhamrâ —, et à cette époque je fréquentais 'Uthmân al-Tawîl. J'ai alors appris qu'un juif est venu à Bassorah, et vainquit la plupart des théologiens musulmans. Je dis à mon oncle : "allons voir ce juif pour discuter avec lui !" Mon oncle répondit : "mais, mon fils ! Ce juif a vaincu la plupart des théologiens de Bassorah, comment pourras-tu te mesurer avec lui ?" Alors je lui dis : "il faut que nous allions chez lui ; et ne t'en fais pas, s'il me vainc, ou si je le vaincs".
Il m'emmena chez le juif, je l'ai vu convaincre ceux qui discutaient avec lui de la véracité de la prophétie de Moïse et de la fausseté de celle de notre Prophète. Il disait : "nous sommes d'accord sur la véracité de la prophétie de Moïse ; restons-y jusqu'à ce que nous soyons d'accord sur la véracité de la prophétie d'un autre" ! Je lui ai adressé alors la parole en ces termes : "vous me questionnez, ou je vous questionne ?" [...]
Le juif : "C'est moi qui questionnerai ; dis-moi : Moïse, n'est-il pas un prophète parmi les prophètes de Dieu, dont la prophétie s'est avérée véridique, et dont la preuve est faite — reconnais-tu cela, ou bien le renies-tu et par là tu serais en désaccord avec ton Prophète ?" Moi : "Ce que vous me demandez concernant Moïse peut se comprendre de deux manières : si vous me demandez de reconnaître la prophétie du Moïse qui a reconnu notre Prophète, l'avait annoncé d'avance, et a ordonné de suivre sa religion — alors je reconnais la prophétie de ce Moïse-là ; mais si le Moïse que vous me demandez de reconnaître ne reconnaît pas la prophétie de notre Prophète Muhammad, ne l'a pas annoncé et n'a pas ordonné de suivre sa religion, alors ce Moïse-là je ne le reconnais pas, je ne le connais même pas, pour moi il n'est qu'un diable prestidigitateur".
Le juif alors resta interdit, par ma réponse. Après, il dit : "qu'est-ce que vous pensez de la Torah ?" Moi : "de même la Bible est à entendre de deux manières : si c'est la Bible révélée à Moïse qui a reconnu la prophétie de notre Prophète Muhammad, alors c'est la vraie Bible ; mais si c'est celle qui est révélée à celui que vous imaginez, alors elle est fausse, et moi je n'y crois pas". »

 Selon le même témoignage, le juif serait ensuite resté silencieux sur cette question, et l'aurait insulté pour le provoquer ; après quoi il fut banni de la ville pour calomnie,. Selon Ibn al-Murtadâ, Abu al-Hudhayl aurait débattu avec Sâlih ibn 'Abd al-Quddûs, un éminent poète manichéen, figure du mouvement des Zandaqa. Ces controverses se présentent comme telles : « Sâlih professa que le monde a été fait par deux principes éternels : la lumière et les ténèbres, qui avaient été séparés, puis se sont mélangés. Abû al-Hudhayl lui dit : leur mélange est-ce le même que les deux principes, ou en est-il différent ? Sâlih répond : moi je dis qu'il est le même. Alors Abû al-Hudhayl l'oblige à avouer qu'ils se mélangeaient et se séparaient en même temps, puisqu'il n'y a pas de troisième terme entre les deux états. Sâlih resta interdit". » « [Un jour Abu al-Hudhayl rendit visite à Sâlih qui avait perdu un fils, et lui demanda pourquoi il était triste :] Sâlih répondit : "je suis triste parce qu'il n'a pas lu le livre des Doutes". Abû al Hudhayl : "et qu'est-ce que ce livre là ?" Sâlih : "c'est un livre que j'ai composé, si quelqu'un le lit il doutera de ce qui était de manière à imaginer qu'il n'était pas, et de ce qui n'était pas de manière à imaginer qu'il était". Abû al-Hudhayl lui dit alors : "et vous, doutez de la mort de votre fils, et agissez comme s'il n'était pas mort, même s'il est mort ! Doutez encore qu'il a lu votre livre, même s'il ne l'avait pas lu"". »

## Œuvres
Comme le fait remarquer Josef Van Ess, ses livres sont pour la plupart polémiques. Nous n'avons, à ce jour, aucun livre d'Abu al-Hudhayl, mais seulement des citations de ses contradicteurs ou ses postérieurs. Nous pouvons toutefois restituer cette liste :
- Selon Ibn al-Nadîm, il aurait écrit un livre traitant des versets coraniques ambigus[16].
- Mîlâs, livre sur les réfutations des thèses manichéennes. Milâs étant le nom d'un manichéen s'étant converti à l'islam après qu'Abu al-Hudhayl ait débattu avec des adeptes du manichéisme[17].
- Al-qawâlib[18].
- Al-Radd 'alâ al-Nazzâm, une réfutation de son élève al-Nazzâm sur les atomes, les accidents et l'homme[18].
- Al-Hujjah, sur les principes mu'taziles[18],[19]. Ouvrage systématique, où il justifie les cinq principes fondateurs du mu'tazilisme[3].

Selon al-Malti, Abu al-Hudhayl aurait consacré 200 livres à ses idées théologiques, mais c'est probablement une exagération.